# Chinattus huanggangshan
Espèce
Chinattus huanggangshan est une espèce d'araignées aranéomorphes de la famille des Salticidae.

## Distribution
Cette espèce est endémique du Jiangxi en Viêt Nam,. Elle se rencontre dans le xian de Yanshan.

## Description
Le mâle holotype mesure 3,82 mm et la femelle paratype 4,85 mm.

## Systématique et taxinomie
Cette espèce a été décrite par Liu en 2025.

## Étymologie
Son nom d'espèce lui a été donné en référence au lieu de sa découverte, le Huanggangshan.

## Publication originale
- Lyu, Fan, Cai, Zou, Liu & Liu, 2025 : « A new species of the genus Chinattus Logunov, 1999 from Wuyi Mountain National Park, China (Araneae, Salticidae). » Biodiversity Data Journal, vol. 13, no e155002, p. 1-9 (texte intégral).